# 前外侧中央动脉
前外侧中央动脉，或称豆纹动脉，是一组大脑中负责为基底神经节供血的小动脉。

## 结构
前外侧中央动脉起源于大脑中动脉。 
详细来说，前外侧中央动脉起源于大脑中动脉 (MCA) 的起始段 (M1)。作为小穿动脉，前外侧中央动脉在前穿质处进入大脑下侧，为部分基底神经节和内囊后肢供血。前外侧中央动脉是末端动脉。前外侧中央动脉的别名——豆纹动脉源自其所供血的两个脑部结构，豆状核和纹状体。 

## 临床意义
前外侧中央动脉的梗阻会导致腔隙性梗塞。造成此类梗阻的最常见病因是继发于高血压的动脉粥样硬化。前外侧中央动脉梗阻的临床表现包括偏瘫（一侧肌肉麻痹无力）以及面部和身体的感觉丧失。